# Yun Chi-ho
Yun Chi-ho (hangeul : 윤치호 ; hanja : 尹致昊), né à Asan le 26 décembre 1865 et mort à Séoul le 6 décembre 1945, est un militant indépendantiste et homme politique coréen. Il a pour nom de plume Jwaong (좌옹, 左翁). Il est l'oncle de Yun Po-sun, le quatrième président sud-coréen.

## Livres
- Journal de Yun Chi-ho (1883-1943) (hangeul : 윤치호 일기)
- Lettre de Yun Chi-ho (hangeul : 윤치호 서한집)